# Мирилашвили, Михаил Михайлович
Михаи́л Миха́йлович Мирилашви́ли (род. 1 мая 1960, пос. Кулаши Самтредского района, Грузинская ССР) — российско-израильский предприниматель, меценат, общественный деятель. Президент и владелец многопрофильного холдинга «ПетроМир». Член бюро президиума «РЕК», вице-президент Всемирного еврейского конгресса, президент Евроазиатского еврейского конгресса, президент и владелец международного теннисного турнира серии ATP «St Peterburg Open».
По оценке газеты «Деловой Петербург» состояние Мирилашвили на сентябрь 2016 года составляло 3,6 млрд $. Состояние за 2012 оценивалось журналом «Forbes» в 750 млн долларов.

## Биография
Родился 1 мая 1960 года в посёлке Кулаши, где исторически проживали грузинские евреи, близ города Самтредиа в семье Михаила Габриэловича Мирилашвили, главного инженера ткацкой фабрики.
В 1977 году переехал в Ленинград и стал студентом Ленинградского педиатрического медицинского института, по окончании которого получил диплом врача-педиатра.
Начал заниматься бизнесом в конце 1980-х — начале 1990-х годов.
Являлся президентом 11-го телеканала (Санкт-Петербург). Впоследствии из этого канала образовалась телекомпания ТНТ.
Учредил и возглавлял ряд компаний, работающих в сфере телекоммуникаций и связи, в гостиничном, торговом бизнесе и в химической отрасли.
В 2000 году руководители десятков предприятий избрали Мирилашвили председателем Совета директоров объединившего их холдинга «ПетроМир».
Как член бюро президиума «РЕК» имел рабочие отношения с первым мэром Санкт-Петербурга Анатолием Собчаком, с бывшим госсекретарем России Геннадием Бурбулисом и советником президента Бориса Ельцина по межнациональным вопросам Галиной Старовойтовой.
Был президентом корпорации «Конти», которая до законодательного запрета в 2009 году игорного бизнеса в России являлась крупнейшей в этом сегменте рынка на территории бывшего СССР. С помощью спутниковой связи его компания создала крупнейшую в Европе сеть игровых автоматов «Джекпот», объединяющую в себе десятки тысяч игровых автоматов. В 2009 году Мирилашвили закрыл весь свой игорный бизнес в России.
23 января 2001 года был арестован и обвинён прокуратурой в похищении похитителей его отца — Михаила Габриэловича Мирилашвили. Арест Мирилашвили был воспринят неоднозначно общественностью. В его защиту выступили деятели культуры, правозащитники и депутаты Государственной думы. Пикеты в поддержку проводились как в Петербурге, так и в других странах мира. Адвокаты Мирилашвили утверждали, что дело в его отношении носило заказной и сфабрикованный характер. В 2003 году приговорён в окружном суде Ленинградского военного округа к 12 годам лишения свободы с отбыванием наказания в колонии строгого режима.
В 2004 году Мирилашвили обратился с жалобой в Европейский суд по правам человека в Страсбурге, и в 2008 году его жалоба была удовлетворена. Европейский суд признал приговор несправедливым, права Мирилашвили нарушенными. 22 января 2009 года Мирилашвили вышел на свободу. В интервью телекомпании Питер ТВ Михаил Мирилашвили сообщил, что одним из инициаторов фабрикации дела против него являлся его оппонент Борис Березовский.
С 11 февраля 2009 года его полномочия президента петербургского отделения Российского еврейского конгресса были продлены.
В декабре 2009 года удостоен премии Федерации еврейских общин России «Человек года-5769».
В 2012 году был одним из инициаторов создания мемориального комплекса в Нетании (Израиль), в честь советских солдат. 25 июня 2012 года мемориал был открыт президентами России Владимиром Путиным и Израиля Шимоном Пересом.
В марте 2013 года был одним из организаторов и участников паломничества еврейских бизнесменов из списка «Форбс» (Михаил Фридман, Герман Хан, Вадим Шульман) через израильскую пустыню в Иерусалим.
В сентябре 2014 года губернатор Санкт-Петербурга Георгий Полтавченко открыл исторический театр-макет «Петровская Акватория», созданный при поддержке Мирилашвили и компании «ПетроМир». В 2015 году избран на пост вице-президента Всемирного еврейского конгресса. В июле 2017 года назначен президентом Евроазиатского еврейского конгресса.

### Семья
Женат с 1979 года на Лауре Шаптошвили, имеет совершеннолетних дочь и сына.
Дочь — Тамара, после окончания гимназии в Петербурге переехала в Израиль, в августе 2000 года вышла замуж, обучалась в одном из университетов Израиля.
Сын — Вячеслав (Ицхак) Мирилашвили, окончил американскую дипломатическую школу и университет Тафтса в 2006 году. До 2013 года совладелец социальной сети «Вконтакте».

## Предпринимательская деятельность
Области деятельности: девелопмент, химическая промышленность, деревопереработка, фармацевтика, медицина, недвижимость, информационные технологии, спутниковая связь, строительство, промышленное производство, дата-центры, нефтяная промышленность, ресторанный и гостиничный бизнес, торгово-развлекательные комплексы.